# Шотоква (округ, Канзас)
Шаблон:StateAbbr_ 37°09′00″ пн. ш. 96°14′00″ зх. д. / 37.15° пн. ш. 96.2333° зх. д.
Округ Шотоква (англ. Chautauqua County) — округ (графство) у штаті Канзас, США. Ідентифікатор округу 20019.

## Історія
Округ утворений 1875 року.

## Демографія
За даними перепису 2000 року загальне населення округу становило 4359 осіб, усе сільське.
Серед мешканців округу чоловіків було 2107, а жінок — 2252. В окрузі було 1796 домогосподарств, 1235 родин, які мешкали у 2169 будинках.
Середній розмір родини становив 2,87.
Віковий розподіл населення поданий у таблиці:
| Стать    | До 15 років | 15-21 | 22-29 | 30-39 | 40-49 | 50-65 | 65-85 | Понад 85 |
| -------- | ----------- | ----- | ----- | ----- | ----- | ----- | ----- | -------- |
| Чоловіки | 415         | 199   | 113   | 229   | 270   | 410   | 398   | 73       |
| Жінки    | 398         | 197   | 104   | 250   | 271   | 442   | 481   | 109      |

## Суміжні округи
- Елк — північ
- Монтгомері — схід
- Вашингтон, Оклахома — південний схід
- Осадж, Оклахома — південь
- Ковлі — захід

## Виноски
1. ↑  U.S. Decennial Census. United States Census Bureau. Архів оригіналу за 26 квітня 2015. Процитовано 22 липня 2014.
2. ↑  Historical Census Browser. University of Virginia Library. Архів оригіналу за 11 серпня 2012. Процитовано 22 липня 2014.
3. ↑  Population of Counties by Decennial Census: 1900 to 1990. United States Census Bureau. Процитовано 22 липня 2014.
4. ↑  Census 2000 PHC-T-4. Ranking Tables for Counties: 1990 and 2000 (PDF). United States Census Bureau. Процитовано 22 липня 2014.
5. ↑  State & County QuickFacts. United States Census Bureau. Архів оригіналу за 8 липня 2011. Процитовано 22 липня 2014. [Архівовано 2015-09-05 у Wayback Machine.](англ.) Наведено за англійською вікіпедією.
6. ↑  American FactFinder. Бюро перепису населення США. Архів оригіналу за 26 лютого 2012. Процитовано 31 січня 2008. [Архівовано 2008-05-21 у Wayback Machine.]

| США | Це незавершена стаття з географії США. Ви можете допомогти проєкту, виправивши або дописавши її. |